# Crocodile marin
Crocodylus porosus
 (décembre 2011).
Si vous disposez d'ouvrages ou d'articles de référence ou si vous connaissez des sites web de qualité traitant du thème abordé ici, merci de compléter l'article en donnant les références utiles à sa vérifiabilité et en les liant à la section « Notes et références ».
Espèce
Synonymes
- Crocodilus oopholis Schneider, 1801
- Crocodilus biporcatus Cuvier, 1807
- Oopholis pondicherianus Gray, 1862
- Crocodylus porosus australis Deraniyagala, 1953
- Crocodylus porosus minikanna Deraniyagala, 1953

Statut de conservation UICN

 LC  : Préoccupation mineure
Statut CITES
Crocodylus porosus, le Crocodile marin ou Crocodile de mer ou Crocodile à double crête, est une espèce de crocodiliens de la famille des Crocodylidae.

## Répartition

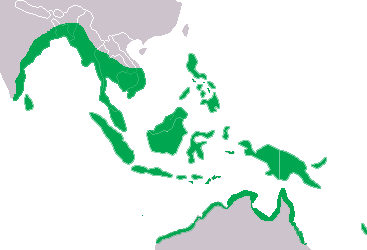
Distribution

Cette espèce se rencontre en Asie du Sud, en Asie du Sud-Est et en Océanie.
Le nombre de crocodiles marins a beaucoup diminué dans la plus grande partie de leur zone de présence, notamment en Thaïlande, au Cambodge, au Laos, au Sri Lanka et au Viêt Nam ; l’espèce est proche de la disparition dans plusieurs de ces pays. C'est cependant le crocodilien le moins susceptible de s'éteindre complètement, en raison de sa large répartition en Australie du Nord et en Nouvelle-Guinée. En Inde, ce crocodile est extrêmement rare dans la plupart des zones mais très commun dans le Nord-Est du pays (principalement l’Odisha et le Sundarbans). La population est sporadique en Indonésie et en Malaisie, où certaines zones abritent de grandes populations (Bornéo par exemple), et d’autres, de très petites populations « à risque » (les Philippines). Le crocodile marin est également présent dans des zones très limitées du Pacifique sud, avec une population moyenne[pas clair] dans les îles Salomon, une très petite population proche de l’extinction au Vanuatu (officiellement, trois individus) et une population à risque aux Palaos mais susceptible de se renouveler.
Les crocodiles marins étaient autrefois présents dans l’Ouest de l'Afrique, jusqu’à la côte orientale, aux îles Seychelles et à Madagascar, et tout le long de la côte africaine. Ces crocodiles ont été considérés comme une population des crocodiles du Nil, mais ont été plus tard reconnus en tant que Crocodylus porosus.

## Habitat
Les crocodiles marins tolèrent très bien l'eau saumâtre et se trouvent aussi bien dans les eaux douces que sur les régions côtières.
Ils passent généralement la saison tropicale humide dans les marais et les rivières, rejoignant les estuaires à la saison sèche, et allant parfois jusqu'à la mer.
Les crocodiles entrent violemment en compétition pour leur territoire, les mâles dominants occupant en particulier les tronçons les plus intéressants des criques et ruisseaux d’eau douce. Les jeunes crocodiles sont ainsi contraints aux zones humides marginales et parfois à l’océan. Cela explique la large distribution de cet animal de la côte orientale de l’Inde au nord de l’Australie. On l’observe à l’occasion dans des lieux inhabituels comme la mer du Japon par exemple.
Le crocodile marin peut atteindre sous l’eau la vitesse de 24 à 29 km/h lors de courts sprints, mais possède une « vitesse de croisière » de 3 à 5 km/h.

## Description
Cette espèce est avec le crocodile du Nil et le caïman noir, la plus grande espèce de crocodilien actuel et le plus lourd reptile vivant.

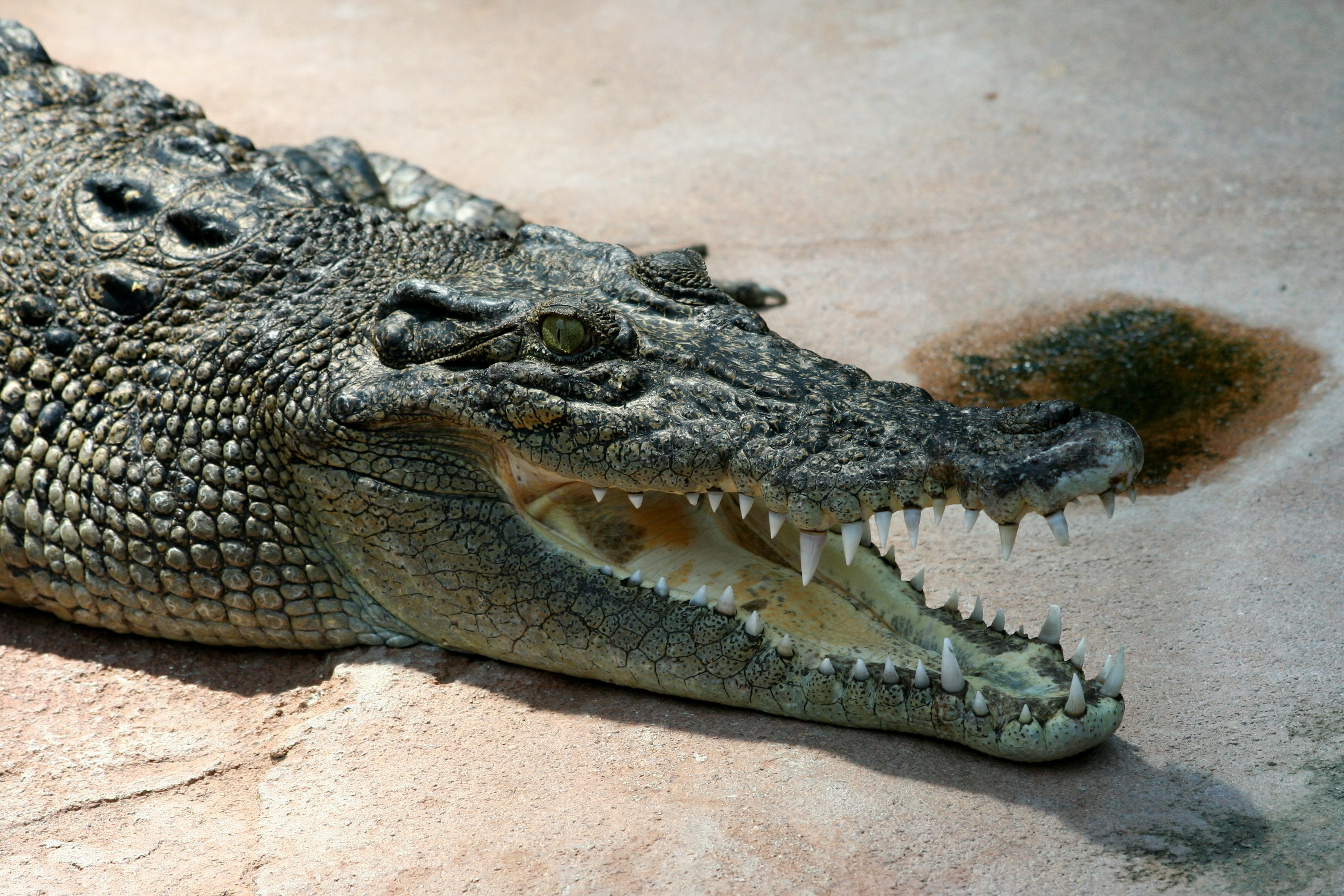
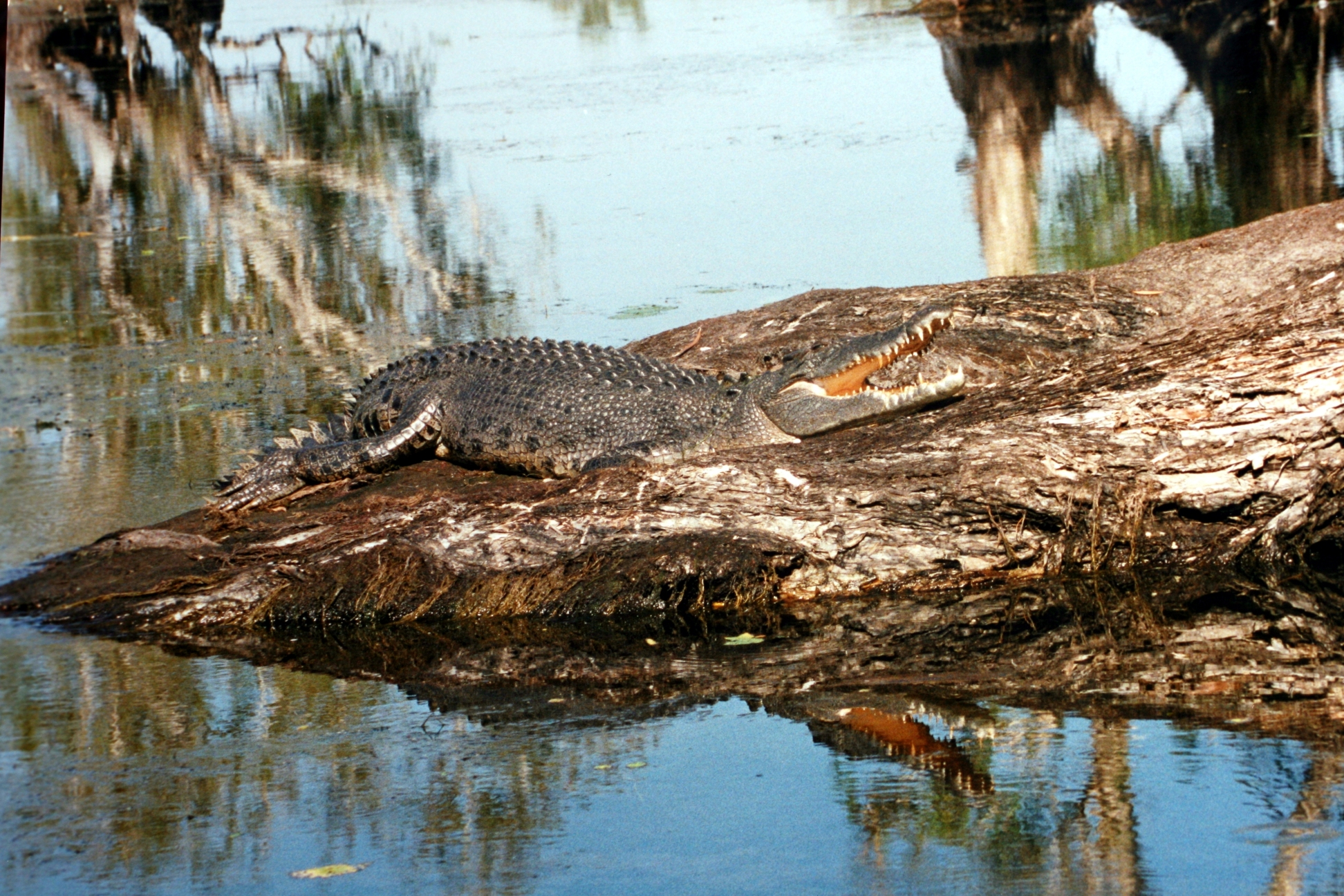
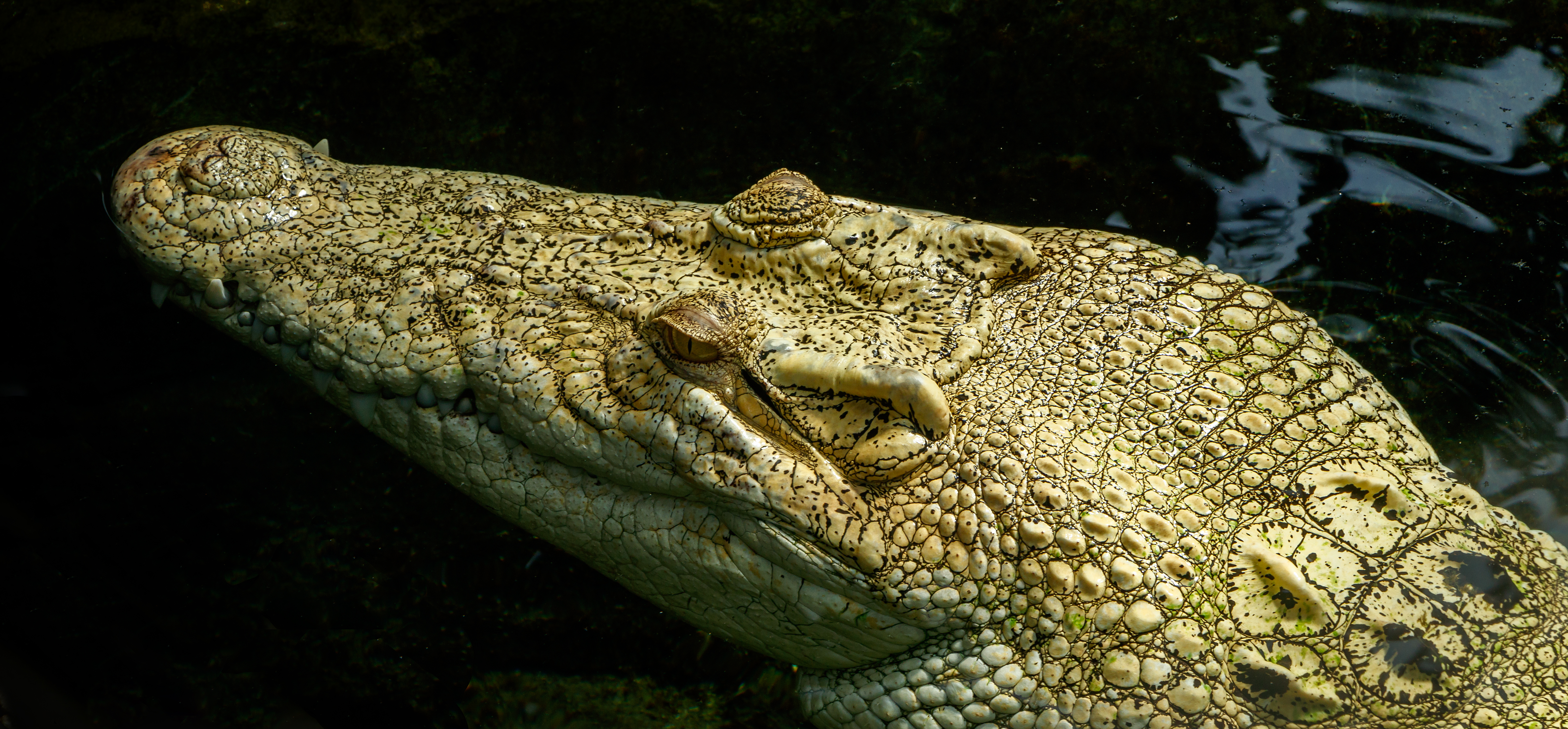

Un adulte moyen mesure généralement entre 4,3 et 6 mètres de long, pour une masse de plusieurs centaines de kilos (pouvant largement dépasser la tonne pour certains gros mâles). Un spécimen de 6,17 mètres, et pesant plus d'une tonne, a été capturé vivant le 4 septembre 2011 près de Bunawan, dans le sud des Philippines, dans les marais d'Agusan et serait le plus gros spécimen jamais capturé . Il est communément admis que la taille d'un très grand mâle peut atteindre les 7 m (23 pieds de long).
Les femelles sont beaucoup plus petites que les mâles, mesurant généralement entre 2,5 et 3 mètres. Elles sont matures une fois qu'elles mesurent entre 2,2 et 2,5 m.
Son corps brun verdâtre est souvent couvert d'algues. Il a moins de plaques cuirassées sur son cou que les autres crocodiliens, et son large corps contraste avec la plupart des crocodiles, plus fins, ce qui pourrait faire supposer que ce reptile est un alligator.[réf. obsolète]
Le crocodile marin a des glandes spéciales sur la langue qui lui permettent de rejeter le sel en excès.
Il vit entre 50 et 70 ans, peut-être plus.
La force de morsure du crocodile marin a été calculée à 16 414 N ( équivalent à une masse de 1 674 kg) sur un spécimen de 4,6 m, ce qui en fait la plus importante jamais mesurée au niveau du règne animal actuel. Toutefois, selon une étude consacrée à la puissance dans les mâchoires des crocodiliens en fonction de leur taille, une estimation de 2,8 à 3,5 tonnes-force est avancée pour les plus grands individus de crocodiles marins.

## Comportement

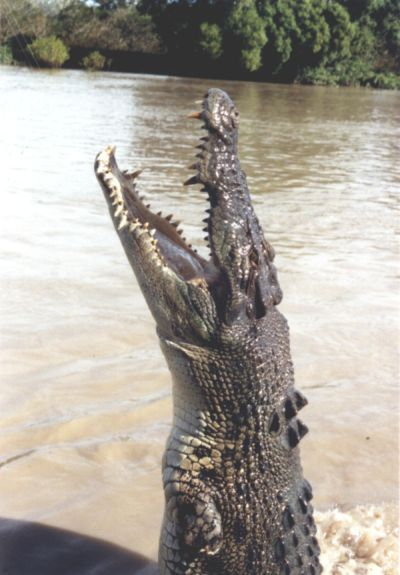
Crocodile marin sautant dans l'Adelaide River

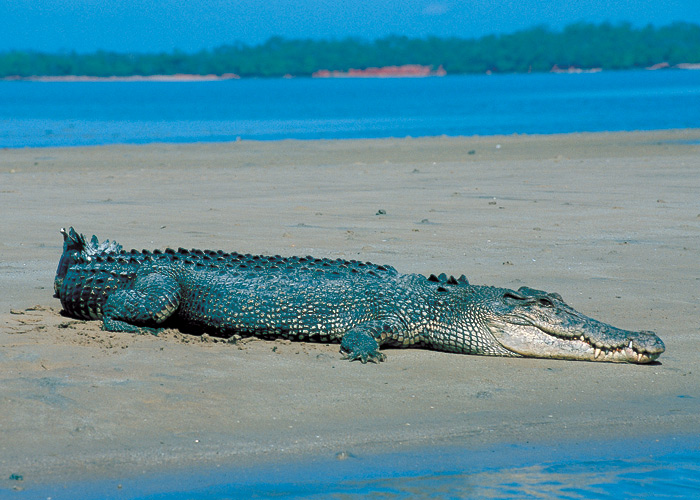
Crocodile marin

Le crocodile marin est un prédateur opportuniste, capable d’attraper des animaux de la taille d’un buffle mâle adulte, aussi bien dans l’eau que sur la terre ferme.
Les jeunes s’en tiennent à des proies plus petites, comme des insectes, des amphibiens, des crustacés, de petits reptiles et des poissons.
Au fur et à mesure que l’animal grandit, sa nourriture se diversifie, bien que les proies relativement petites continuent à constituer une part importante du régime des adultes.
Les crocodiles marins peuvent attraper une très grande diversité d'animaux tels que des singes, des kangourous, des sangliers sauvages, des dingos, des varans, des oiseaux, du bétail domestique, des animaux de compagnie, des buffles domestiques, des requins, des gaurs, et même des hommes. Généralement très léthargique – une caractéristique qui l’aide à survivre des mois sans manger – il rôde en principe dans l’eau ou se chauffe au soleil une grande partie de la journée, préférant habituellement chasser la nuit. Capables de pointes de vitesse impressionnantes quand ils surgissent de l’eau pour attaquer, ils sont aussi capables de rapides mouvements à terre et de charges impétueuses.

## Reproduction
Après s'être accouplée, la femelle construit sur un monticule, le long d'une rivière, un nid avec de la boue mélangée à des végétaux. Elle y pond de 40 à 60 œufs qui éclosent trois mois plus tard. La femelle emmène alors ses nouveau-nés dans l'eau en les transportant dans sa gueule.

## Attaques sur l'homme
On raconte qu'en février 1945, en Birmanie, lors de la bataille de l'île Ramree, 1 215 soldats japonais sont repoussés dans un marécage et que seule une vingtaine d'hommes échappent aux mâchoires des crocodiles marins. Mais cette histoire est sans doute plus une légende qu'une réalité historique[réf. nécessaire].
Les attaques mortelles de crocodiles marins sont rares : en moyenne une par an en Australie, par exemple.

## Protection
Toutes les populations de cette espèce sont inscrites à l’annexe I de la CITES sauf celles de l’Australie, de l’Indonésie et de la Papouasie-Nouvelle-Guinée qui sont inscrites à l’annexe II.
Les effectifs sont estimés de 200 000 à 300 000 individus. Leur conservation est rendue difficile par leur réputation de mangeurs d’hommes qui n’est pas complètement injustifiée. Compte tenu de la valeur de leur peau, de leurs effectifs et de l’étendue de leur répartition, leur chasse demeure encore une activité courante, braconnage qui semble difficile à maîtriser. Aujourd’hui, la menace principale est la destruction de leur habitat traditionnel.
Des fermes d’élevage ont été mises en place dans plusieurs pays afin de rendre le braconnage moins intéressant par la baisse des prix de la peau qu’elles permettent.

## Étymologie
Le nom de l’espèce, porosus, vient du grec porosis (callosité) et du latin osus (plein de) ; le nom fait référence à l'aspect de son museau.

## Publication originale
- Schneider, 1801 : Historiae Amphibiorum naturalis et literariae. Fasciculus secundus continens Crocodilos, Scincos, Chamaesauras, Boas. Pseudoboas, Elapes, Angues. Amphisbaenas et Caecilias. Frommani, Jena, p. 1-374 (texte intégral).